# Icerya schoutedeni
Icerya schoutedeni är en insektsart som beskrevs av Albert Vayssière 1926. Icerya schoutedeni ingår i släktet Icerya och familjen pärlsköldlöss.
Artens utbredningsområde är Kongo-Kinshasa. Inga underarter finns listade i Catalogue of Life.